# Copa del Món de Futbol de 1950 - Grup 4
El Grup 4 de la Copa del Món de Futbol 1950, disputada al Brasil, estava compost per tres equips, que s'havien d'enfrontar entre ells amb un total de 3 partits. Però, després del sorteig, França renuncià a participar en el campionat. Per tant, van quedar dos equips, que van jugar només un partit. El guanyador es classificà per a la fase final.

## Integrants
El grup 4 estava integrat per les seleccions següents:
| Uruguai | Bolívia | França |
| ------- | ------- | ------ |

## Classificació
| Pos | Equip   | PJ | PG | PE | PP | GF | GC | DG | Pts | Classificació            |
| --- | ------- | -- | -- | -- | -- | -- | -- | -- | --- | ------------------------ |
| 1   | Uruguai | 1  | 1  | 0  | 0  | 8  | 0  | +8 | 2   | Avança a la segona fase  |
| 2   | Bolívia | 1  | 0  | 0  | 1  | 0  | 8  | −8 | 0   |                          |
| 3   | França  | 0  | 0  | 0  | 0  | 0  | 0  | 0  | 0   | Renuncià a participar-hi |

## Partit Uruguay vs. Bolivia
| Uruguai                                                                          | 8–0     | Bolívia |
| -------------------------------------------------------------------------------- | ------- | ------- |
| Míguez 14', 40', 51' · Vidal 18' · Schiaffino 23', 54' · Pérez 83' · Ghiggia 87' | Informe |         |